# Floris van Delft
Floris van Delft (1976) is een Nederlands theaterregisseur. Hij voltooide in 2000 zijn studie Theologie aan de Rijksuniversiteit Groningen en besloot daarna de regieopleiding te doen aan de Theaterschool in Amsterdam. Na enkele stages en zijn afstudeerproject over de Duitse kannibaal vroeg Koos Terpstra hem om te komen regisseren bij het Noord Nederlands Toneel.
Van 2004 tot 2008 was hij verbonden aan het Noord Nederlands Toneel. Hier regisseerde hij vele theaterstukken, waaronder het beroemde De Rovers (Die Räuber van Friedrich Schiller) en jarenlang het jongerenproject Dichterbij.
Van 2008 tot en met 2014 werkte hij bij de PeerGrouP in Donderen (Drenthe). Daar maakte hij locatietheatervoorstellingen. Een aantal van de locaties waar hij werkte: het Drentse dorpje Amen (met minder dan 100 inwoners), het Oerol Festival, de VAM-berg bij Wijster en De Langeleegte (het voetbalstadion van Veendam). Naast het maken van voorstellingen zette hij ook met Sjoerd Wagenaar en Riet Mellink 'De Afleiding' op. Een reeks van workshops over het maken van locatietheater. Elke workshop was specifiek voor de locatie en uniek in opzet. Nationaal en internationaal gaf hij meer dan 25 workshops, variërend van 12 uur tot 3 weken. 
Bij Festival en Huis  a/d Werf ontwikkelde Floris van Delft tussen 2009-2012 drie voorstellingen: De Verlichting is Stuk, Rechter kan Niet en Dat Staat. Deze voorstellingen kenmerken zich door een grote actualiteitswaarde. In een vorm die hij 'theatraal debat' noemt, wordt er in de voorstelling heel direct over bijvoorbeeld de democratie, rechtspraak of gezondheidszorg gesproken met publiek en experts.  
Bij Theatergroep Siberia schreef en hij samen met Wolter Muller verschillende voorstellingen voor jongeren, die hij regisseerde. In 2013 zette hij zijn werk voor jongeren door bij Maas theater en dans met CASH. Nastaran Rawazawi Khorasani kreeg op het Theaterfestival 2014 voor haar rol de Gouden Krekel voor beste podiumprestatie in het jeugdtheater. In 2015 maakte hij Toen wij van Rotterdam vertrokken op een boot langs de kades van Rotterdam en in 2016 de jeugdvoorstelling Sell me your secret. Beide producties ontvingen de Zilveren Krekel voor meest indrukwekkende jeugdproductie. Sell me your secret ontving ook de Media Wijsheid Award. 
Al jaren werkt Van Delft met de comedian Roué Verveer en coacht hij cabaretteam van het VARA-radioprogramma Spijkers met koppen. 
Zijn voorstelling Schijn (2014) werd geselecteerd voor het Theaterfestival 2014 en de voorstelling DAD, een solo van Nasrdin Dchar, werd in 2017 geselecteerd voor het Theaterfestival. 
In 2016 ontving Van Delft de Erik Vos Prijs. Hij ontving deze prijs voor ‘een makerschap dat zich niet zoveel gelegen laat liggen aan de kleine kringen van het theater en des te meer aan de grote wereld daarbuiten.’ 
In 2017 zette Floris van Delft zijn eigen theaterorganisatie WAT WE DOEN op. Rondom actueel maatschappelijke dilemma’s maakt WAT WE DOEN theatervoorstellingen en projecten om die vragen samen met publiek, wetenschappers en ervaringsdeskundigen verder uit te diepen

## Theatervoorstellingen
- 2004: Ik zal zoet zijn - regie (met Sjoerd Wagenaar in de Suikerfabriek)
- 2004: Cordoba! - regie
- 2004: [MF] Kerstspecial - regie
- 2005: Verzet! - regie
- 2005: Brandhaarden - regie
- 2005: Dichterbij 2005: Metamorfosen - dramaturgie
- 2005: Noir - regie
- 2006: On Top of the Town - regie
- 2006: Dichterbij 2006: Romeo en Julia - dramaturgie
- 2006: GSM AAN A.U.B. - regie
- 2006: All-inclusive - concept en regie (met de PeerGrouP bij het Strokasteel)
- 2006: Troilus en Cressida - bewerking en regie
- 2006: The other is you - regie
- 2007: Dichterbij 2007: Circus Boltini - eindregie
- 2007: Chatroom - regie
- 2007: Bigger Than Jesus - regie
- 2008: De Verlichting is stuk - regie
- 2008: Dichterbij 2008: Made in Holland - eindregie
- 2008: De rovers - regie
- 2008: Over wat is en wat waar is - regie
- 2008: Under Construction ([De jongens]) - eindregie
- 2008: Amen is af - regie
- 2009: Rechter kan niet - regie en tekst
- 2009: Waai - dramaturgie en spel
- 2009: Aktieman - eindregie
- 2009: Krijg nou Titus! - regie en tekst
- 2010: Mans genoeg - eindregie
- 2010: Icarus - regie en tekst
- 2010: Aktieman II - eindregie
- 2010: Noottocht - regie
- 2010: Caribbean Combo - tekst en eindregie
- 2011: Vloek - regie en tekst
- 2011: Superbartje - tekst en deelregie
- 2011: Festival De Basis - begeleiding jonge makers
- 2011: In zeer goede staat - eindregie
- 2011: Caribbean Combo - tekst en eindregie
- 2011: samenwerking met Los Angeles Poverty Department - onderzoek
- 2012: Dat Staat nog niet - tekst, spel en regie
- 2012: Dat Staat - tekst, spel en regie
- 2012: Het Orkest van de Eeuw - regie
- 2012: Brain Freeze/Koude Oorlog - deelregie, tekst en spel
- 2012: Caribbean Combo - tekst en eindregie
- 2013: Kees van Amstel - eindregie
- 2013: Soundos el Ahmadi - eindregie
- 2013: Ruilen - tekst en regie
- 2013: CASH - tekst en regie
- 2014: Circus in Veen - tekst en regie
- 2014: Schijn - regie
- 2015: Lekker belangrijk - tekst en regie
- 2015: Een bajesklant als buurman - tekst, uitvoering en regie
- 2015: Zit mooi - tekst en regie
- 2015: Toen wij van Rotterdam vertrokken - tekst en regie
- 2016: Sell me your secret - tekst en regie
- 2017: DAD - tekst (samen met Nasrdin Dchar) en regie
- 2017: Reprise Toen wij van Rotterdam vertrokken i.s.m Maas Rotterdam
- 2018: Om des gewetens wille - tekst en regie
- 2018: MOLLEN (premiere 18 mei) - tekst en regie en onder eigen theaterorganisatie WAT WE DOEN geproduceerd